# Діофантові рівняння

Знаходження всіх прямокутних трикутників з цілими довжинами сторін рівнозначне розв'язанню діофантового рівняння a^{2} + b^{2} = c^{2}.

Діофантові рівняння — невизначені поліноміальні рівняння з цілими коефіцієнтами, в яких невідомі змінні можуть набувати тільки цілих значень. Названі на честь давньогрецького математика Діофанта Александрійського.
Діофантовим рівнянням 1-го ступеня (лінійним) з {\displaystyle n} невідомими називається рівняння вигляду {\displaystyle (a_{1}x_{1}+a_{2}x_{2}+\ldots +a_{n}x_{n}=b)}, де всі коефіцієнти і невідомі — цілі числа і хоча б одне {\displaystyle a_{i}\neq 0}
Розв'язком діофантового рівняння буде n цілих чисел {\displaystyle (x_{1}^{\prime },x_{2}^{\prime },\ldots ,x_{n}^{\prime })}, що задовольняє {\displaystyle a_{1}x_{1}^{\prime }+a_{2}x_{2}^{\prime }+\ldots +a_{n}x_{n}^{\prime }=b)}
Теорема 
Лінійне діофантове рівняння з двома невідомими {\displaystyle ax+by=c} можна розв'язати в цілих числах тоді і тільки тоді, коли число {\displaystyle c} ділиться націло на НСД(а, b)

## Історія
- Рівняння вигляду P(x, y,…,z)=0, де P(x, y,…,z)=0 многочлен декількох змінних із цілими коефіцієнтами, для яких потрібно знайти цілі розв'язки, називають діофантовими рівняннями. Названі вони ім'ям грецького математика Діофанта, який жив у ІІІ столітті н. е. Його книга «Арифметика» містила 189 задач із цілими числами, для кожної з яких наводилося один або декілька розв'язків.

Розв'язати діофантове рівняння означає:
- a) з'ясувати, чи має рівняння хоча б один ненульовий розв'язок у цілих числах;
- b) якщо рівняння має розв'язок в цілих числах, то з'ясувати скінченна чи нескінченна множина його розв'язків;
- c) знайти всі цілі розв'язки рівняння.

Лінійні діофантові рівняння виду навчились розв'язувати ще до Діофанта.
Стародавні греки знали, що якщо це рівняння має розв'язок {\displaystyle (x_{0},y_{0})}, то йому буде задовольняти нескінченна множина пар (x, y) виду {\displaystyle x=x_{0}+bk\,\,\,y=y_{0}-bk}, де k — будь-яке ціле число.
Математики Стародавньої Греції та Стародавньої Індії знали методи розв'язання деяких рівнянь другого степеня вигляду
ax²+bxy+cy²=dz². Зокрема їм були відомі всі піфагорові трійки натуральних чисел x, y, z, що задовольняють рівнянню x²+y²=z² . Всі трійки взаємно простих піфагорових чисел стародавні математики знаходили за формулами x=m²-n², y=2mn, z=m²+n² , m, n — натуральні числа, m>n.

У 20-х роках ХХ сторіччя англійський математик Морделл висунув гіпотезу, що рівняння вищого степеня, ніж третій, можуть мати лише скінчену кількість цілих розв'язків. Цю гіпотезу було доведено голландським математиком Фалтінгсом 1983 року[джерело?].
Особливе місце серед діофантових рівнянь посідає рівняння {\displaystyle x^{n}+y^{n}=z^{n}}, де n — натуральне число. Французький математик П'єр Ферма стверджував, що для n>2 це рівняння не має розв'язків у натуральних числах. Однак довести це твердження, яке назвали Великою теоремою Ферма, виявилося не так просто.

## Діофантові рівняння першого степеня
Рівняння виду {\displaystyle ax+by=c,} де a, b, c — числа, а x, y — змінні, називають діофантовим рівнянням першого степеня з двома змінними. Для розв'язання рівняння застосовують наступні теореми.
- Теорема 1. Якщо a i b — взаємно прості числа, то для будь-якого цілого c, рівняння має хоча б один розв'язок у цілих числах.
- Теорема 2. Якщо a i b мають спільний натуральний дільник d<>1 , а ціле число c не ділиться на d, то рівняння {\displaystyle ax+by=c} не має розв'язків в цілих числах.
- Теорема 3. Якщо a i b — взаємно прості числа, то рівняння {\displaystyle ax+by=c} має нескінченну кількість розв'язків, які знаходять за формулами {\displaystyle x=x_{0}+bk,\,\,\,y=y_{0}-ak}, де {\displaystyle (x_{0},y_{0})} — будь-який цілий розв'язок цього рівняння, k є Z.

Частковий розв'язок {\displaystyle (x_{0},y_{0})} для малих a i b можна знайти підбором, а у випадку, коли числа a i b великі, скористувавшись наступною теоремою:
- Теорема 4. НСД(a, b)=d може бути записаний у вигляді {\displaystyle d=am+bn,} де m, n — цілі числа.

## Приклади
- Лінійне рівняння:

{\displaystyle a_{1}x_{1}+a_{2}x_{2}+\ldots +a_{n}x_{n}=a}
Це рівняння має розв'язок тоді й лише тоді, коли найбільший спільний дільник {\displaystyle (a_{1},a_{2},\ldots ,a_{n})} ділить a.
- Рівняння Безу

{\displaystyle ax+by=d}
Має розв'язок, коли d = НСД(a, b).
- {\displaystyle x^{n}+y^{n}=z^{n}}:
  - При {\displaystyle n=2} розв'язками рівняння будуть піфагорові трійки
  - Велика теорема Ферма стверджує, що рівняння не має розв'язків для {\displaystyle n>2}.
- {\displaystyle x^{2}-ny^{2}=1}, де n не є точним квадратом — рівняння Пелля
- {\displaystyle x^{z}-y^{t}=1}, де {\displaystyle z,t>1}, — рівняння Каталана
- {\displaystyle \sum _{i=0}^{n}a_{i}x^{i}y^{n-i}=c} для {\displaystyle n\geq 3} і {\displaystyle c\neq 0} — рівняння Туе

## Нерозв'язність у загальному вигляді
Десята проблема Гільберта, сформульована 1900 року, полягає в пошуку алгоритму для розв'зання довільних алгебраїчних діофантових рівнянь. 1970 року Юрій Матіясевіч довів алгоритмічну нерозв'язність цієї проблеми.